# Polski Związek Hokeja na Lodzie
Polski Związek Hokeja na Lodzie (oficjalny skrót PZHL) – ogólnokrajowy związek sportowy (stowarzyszenie), działający na terenie Rzeczypospolitej Polskiej, posiadający osobowość prawną, będący jedynym prawnym reprezentantem polskiego hokeja na lodzie zarówno mężczyzn, jak i kobiet we wszystkich kategoriach wiekowych w kraju i zagranicą.

## Informacje ogólne
- Liczba zarejestrowanych zawodników i zawodniczek (ogółem): 3950[2]
- Liczba zarejestrowanych zawodników (seniorów): 1150[2]
- Liczba zarejestrowanych zawodniczek (seniorek): 350[2]
- Liczba zarejestrowanej młodzieży: 2450[2]
- Liczba zarejestrowanych sędziów: 192[2]
- Liczba hal lodowych (lodowisk krytych): 25[2]
- Liczba lodowisk odkrytych (na otwartym powietrzu): 10[2]
- Reprezentacja narodowa mężczyzn: od 1925 r.
- Reprezentacja narodowa kobiet: od 2008 r.

## Historia
Podobnie jak w wielu innych państwach, również w Polsce powstanie i rozwój sportu hokejowego były nierozerwalnie związane z łyżwiarstwem. Na ziemiach polskich dyscyplinę tę zaczęto uprawiać jeszcze w XIX wieku (w 1869 r. założono Lwowskie Towarzystwo Łyżwiarskie), a pierwszą udokumentowaną dziś wzmiankę o zawodach hokejowych zawarto na łamach dziennika Słowo Polskie, które w numerze z 16 stycznia 1905 relacjonowało przebieg pokazu tego sportu na Stawach Panieńskich we Lwowie. W Cracovii hokej na lodzie w wersji bandy (piłka zamiast krążka) uprawiano co najmniej od stycznia 1910 r., zaś pierwszy mecz hokeja w wersji kanadyjskiej (czyli tej zwykłej z krążkiem) zawodnicy Cracovii rozegrali 4 stycznia 1912 mierząc się z Amatorskim Klubem Hokejowym Kraków.
Szerzej hokej na lodzie zaczęto w Polsce uprawiać tuż po zakończeniu I wojny światowej i odzyskaniu niepodległości. W latach 20. XX wieku rozpowszechnił się on bardzo szybko zwłaszcza w dużych miastach. Pierwsze drużyny hokejowe zostały zawiązane przez grupy młodzieży w Warszawie, Łodzi i we Lwowie. Już na przełomie 1921 r. i 1922 r. w Warszawie tamtejsze: Polonia i AZS utworzyły pierwsze klubowe sekcje hokeja na lodzie, a 17 lutego 1922, na torze Warszawskiego Towarzystwa Łyżwiarskiego (WTŁ), rozegrały pierwszy odnotowany w kronikach międzyklubowy mecz hokeja na lodzie w wersji kanadyjskiej, w którym AZS pokonał Polonię 3:0 (pierwszy zagraniczny turniej polskiej drużyny rozegrał AZS Warszawa w Szwajcarii w 1924 r.). Z końcem 1923 r. powołano Komitet Organizacyjny Polskiego Związku Hokejowego, a 22 lutego 1925 przedstawiciele obydwu tych klubów wraz z delegatami Warszawianki i Warszawskiego Towarzystwa Łyżwiarskiego założyli w stolicy Polski Związek Hokeja na Lodzie, który od tego momentu koordynował rozwój tej dyscypliny sportu w kraju. Pierwszym prezesem PZHL został inż. Wacław Znajdowski, a wiceprezesem kpt. Henryk Krukowicz-Przedrzymirski.
W 1925 r. powołano również męską kadrę narodową, złożoną wówczas z zawodników AZS Warszawa i WTŁ. W międzyczasie powstawały sekcje hokejowe przy kolejnych klubach: we Lwowie (Pogoń, Czarni, Lechia), w Krakowie (Cracovia, Sokół, Jutrzenka, Wisła, Makkabi), w Wilnie (AZS), w Krynicy-Zdroju (KTH), w Katowicach (Dąb), w Łodzi (ŁKS), Toruniu i Poznaniu.
Inauguracyjne, oficjalne spotkanie międzypaństwowe kadra narodowa rozegrała 10 stycznia 1926 na Eissportstadion w Davos, przegrywając 1:13 towarzyski mecz przeciwko Austrii. W drugiej połowie, honorową i zarazem pierwszą w historii bramkę zdobył Aleksander Tupalski. Dzień później, w tym szwajcarskim kurorcie, PZHL został przyjęty w poczet członków Międzynarodowej Federacji Hokeja na Lodzie (wówczas LIHG, obecnie IIHF), dzięki czemu reprezentacja mogła przystąpić do premierowej wielkiej imprezy międzynarodowej (10. edycji Mistrzostw Europy, organizowanych w Davos). W swym inauguracyjnym pojedynku – rozegranym 12 stycznia 1926 na Eissportstadion – Polacy ulegli 1:2 Francji, a gola dla nich zdobył Tadeusz Adamowski. Pierwsze w historii zwycięstwo „biało-czerwoni” odnieśli 14 stycznia 1926, pokonując na Eissportstadion 3:1 Włochów, a ostatecznie zajęli 6. miejsce w turnieju.
Z okazji jubileuszu 50-lecia istnienia PZHL, w grudniu 1975 r. został zorganizowany w Katowicach turniej towarzyski, w którym poza kadrą Polski uczestniczyła juniorska kadra Szwecji, reprezentacja ZSRR II i Czechosłowacji II (zwycięzca rywalizacji)
Od marca 2015 r. związek posiada nowe logo, w które – zgodnie z wytycznymi Ministerstwa Sportu – nie jest już wkomponowane polskie godło.
Pod koniec lutego 2018 r. pojawiły się informacje o zainteresowaniu Ministerstwa Sportu i Turystyki finansami PZHL, w tym wydatkowaniem państwowych środków. 27 lutego 2018 dotychczasowy prezes PZHL, Dawid Chwałka ustąpił ze stanowiska. 16 marca 2018 na stanowisko prezesa zarządu PZHL na czas do wyborów w 2020 r. został wybrany Piotr Demiańczuk. Decyzją Ministerstwa Sportu i Turystyki, ogłoszoną na początku kwietnia 2018 r., prowadzenie reprezentacji Polski seniorów zostało odebrane PZHL i przekazane Polskiemu Komitetowi Olimpijskiemu. 22 października 2018 P. Demiańczuk zrezygnował z funkcji prezesa PZHL. 27 listopada 2018 nowym prezesem został Mirosław Minkina.

## Władze i organy
Władzami związku są:
- Walny Zjazd
- Zarząd
- Komisja Rewizyjna

Komisje i wydziały:
- Komisja rewizyjna
- Wydział gier i dyscypliny
- Wydział sędziowski
- Komisja regulaminowa
- Komisja ds. licencji trenerskich
- Komisja ds. odznaczeń
- Wydział szkolenia

## Związki Okręgowe
| Nazwa                                               | Siedziba  |
| --------------------------------------------------- | --------- |
| Kujawsko-Pomorski Okręgowy Związek Hokeja na Lodzie | Toruń     |
| Małopolski Okręgowy Związek Hokeja na Lodzie        | Nowy Targ |
| Mazowiecki Okręgowy Związek Hokeja na Lodzie        | Warszawa  |
| Podkarpacki Okręgowy Związek Hokeja na Lodzie       | Sanok     |
| Pomorski Okręgowy Związek Hokeja na Lodzie          | Gdańsk    |
| Śląski Związek Hokeja na Lodzie                     | Katowice  |

## Dotychczasowi prezesi
- Wacław Znajdowski (1925–1928)
- Stanisław Polakiewicz (1928–1932)
- Leon Chrzanowski (1932–1934)
- Witold Hulanicki (IX 1934 – II 1937)[23][24]
- Piotr Kurnicki (1937–1938)
- Stanisław Burhardt-Bukacki (1938–1939)
- Andrzej Osiecimski-Czapski (1945–1946)
- Mieczysław Boczar (1946–1951)
- Mieczysław Rudziński (1951–1953)[c]
- Stefan Rzeszot (1953–1955)[d]
- Michał Doroszewski (1955–1957)
- Tadeusz Wasilewski (1957–1968)
- Zdzisław Wierzbicki (1968–1973)
- Jan Kania (1973–1975)
- Wiesław Witczak (1975–1980)
- Eugeniusz Adamski (1980–1984)
- Jan Rodzoń (1984–1992)
- Bogdan Tyszkiewicz (1992–2000)
- Zenon Hajduga (2000–2008)
- Zdzisław Ingielewicz (14 czerwca 2008 – 26 maja 2012)
- Piotr Hałasik (26 maja 2012 – 13 marca 2014)
- Dawid Chwałka (14 marca 2014 – 27 lutego 2018)
- Piotr Demiańczuk (16 marca 2018 – 22 października 2018)
- Mirosław Minkina (od 27 listopada 2018)